# Pueblo Viejo (Iruya)
Pueblo Viejo (spanisch für altes Dorf) ist ein kleines Dorf im Departamento Iruya der Provinz  Salta im Nordwesten Argentiniens. Es befindet sich in der Nähe des Dorfes Iruya und ist über die unbefestigte Landstraße Ruta Provincial 165-S mit dem 3 km südlich davon gelegenen Ortsteil Campo Carreras des Nachbardorfes Rodeo Colanzulí verbunden.
Das Dorf gehört zur Finca Santiago, dem ersten Gemeinschaftsanwesen Argentiniens und hat etwa 190 Einwohner (Stand: Volkszählung 2001). Das entspricht einem Zuwachs von 12,5 % gegenüber der Volkszählung 1991 (168 Einwohner). Der Ort lebt von Landwirtschaft, hauptsächlich Kleinviehzucht, sowie vom Tourismus. Es gibt ein kleines kunsthandwerkliches Gewerbe.

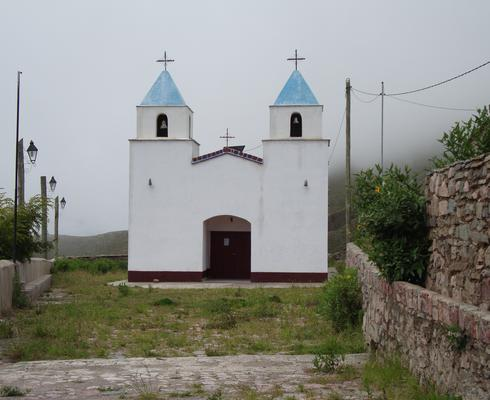
Kapelle von Pueblo Viejo

Im Ortskern befindet sich die Schule "Congreso de Tucumán" (escuela Nº4143), eine Krankenstation und eine in den 1990er Jahren durch die Anwohner wiederaufgebaute Kapelle.
Gemäß den historischen Aufzeichnungen ist Pueblo Viejo das älteste Dorf des Departamentos Iruya. Es wird vermutet, dass sich hier die ersten Bewohner der Region ansiedelten.

## Zugang
Ein Teil der Strecke nach Pueblo Viejo lässt sich von Iruya aus mit dem Bus über die Ruta 133 zurücklegen. Der Bus hält an der Haltestelle Toroyoc, etwa 6 km von Iruya entfernt. 

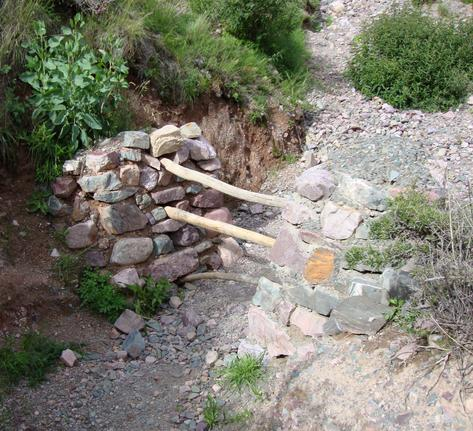
Eingang des Fußweges

Von dort führt auf der gegenüberliegenden Seite des Flusses von einer nicht ausgeschilderten und nicht ohne Weiteres erkennbaren Stelle aus (Lage: 22° 50′ S, 65° 14′ W) ein steiler Fußweg in etwa einer halben Stunde hinauf zum Dorf.

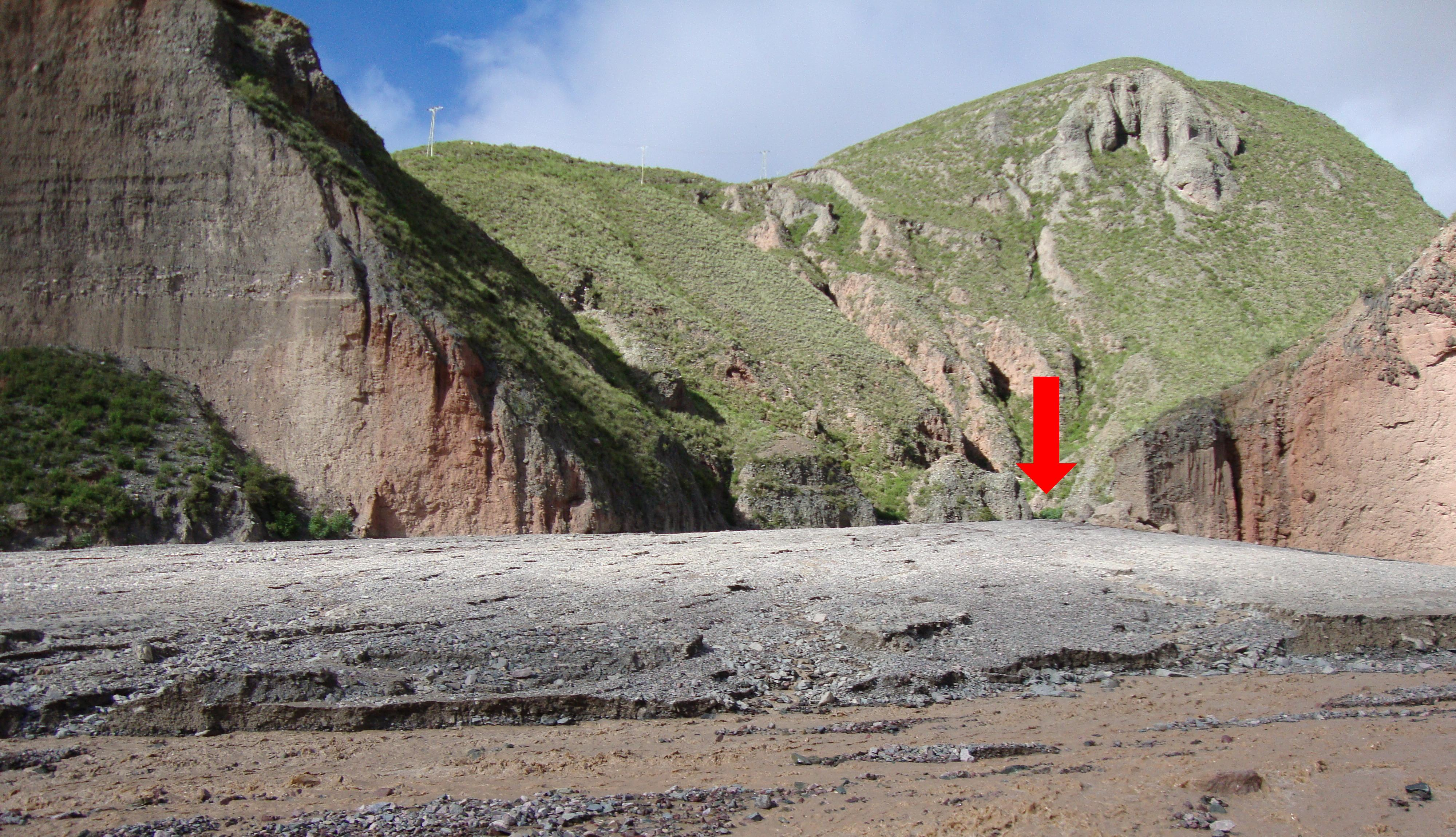
Anfang des Fußweges (siehe Pfeil)

Alternativ lässt sich Pueblo Viejo über den benachbarten Ort Campo Carreras entlang der unbefestigten Landstraße Ruta Provincial 165-S erreichen. In den Monaten November bis April ist dies oft nur zu Fuß oder mit geländegängigen Fahrzeugen möglich, da Teile der Strecke unter Wasser stehen können.